# Chrysophyllum gonocarpum
Chrysophyllum gonocarpum là một loài thực vật có hoa trong họ Hồng xiêm. Loài này được (Mart. & Eichler ex Miq.) Engl. mô tả khoa học đầu tiên năm 1890.